# Snoop Dogg Presents: Unreleased Heatrocks
Unreleased Heatrocks je kompilacijski album repera Snoop Dogga.

## Popis pjesama
| #  | Naziv                   | Gost(i)                               |
| -- | ----------------------- | ------------------------------------- |
| 1  | Westside                | J. Black                              |
| 2  | West All-Stars          | JT the Bigga Figga, The Warzone, JoJo |
| 3  | Wanna B'z               | Nate Dogg, Young Jeezy                |
| 4  | Territory               | Brotha Lynch Hung                     |
| 5  | I Fuck With You         | Richie Rich                           |
| 6  | New York                |                                       |
| 7  | Love Don't Live Here    |                                       |
| 8  | Looking For a Bad Bitch | Flavor Flav                           |
| 9  | Look Around             | J. Black                              |
| 10 | Long Gone               | Mr. Porter                            |
| 11 | Gangstas Do             | J. Black                              |
| 12 | I Got My Own            | Swizz Beatz                           |
| 13 | Do It, Do It            |                                       |
| 14 | Blastin'                | MC Eiht                               |